# Omnimotion
Omnimotion — творческий псевдоним известного шведского эмбиент-музыканта Стефана Лундааля (швед. Stefan Lundaahl).

## Биография
Музыкальная карьера Стефана началась, когда ему было всего 15 лет. В этом возрасте он впервые попробовал писать музыку. Вскоре он стал гитаристом дэт-метал группы Amroth, в которой он, впрочем, не задержался. Побывав участником нескольких групп и перепробовав несколько стилей, Стефан остановился на эмбиенте: по окончании университета он переезжает в Стокгольм и берет псевдоним Omnimotion, под которым он и стал известным в среде эмбиент-музыкантов.
В 1999 году он выпускает свой первый сингл, а уже в 2002 году на лейбле Waveform Records выходит его дебютный альбом «Omnimotion». Следующие его два альбома «Japan» и «Dream Wide Awake» вышли только через четыре года после его дебюта на электронной сцене, в 2006 году.
На сегодняшний день творческая деятельность Omnimotion не окончена, он продолжает выпускать синглы на собственном лейбле «Ambium».

## Дискография
| Название альбома | Лейбл              | Год  |
| ---------------- | ------------------ | ---- |
| Omnimotion       | Waveform Records   | 2002 |
| Japan            | Chillosophy Music  | 2006 |
| Dream Wide Awake | Aleph Zero Records | 2006 |